# NGC 3153
NGC 3153 je galaksija u zviježđu Lavu.

## Vanjske poveznice
- SEDS: NGC 3153